# بازگشت به صفر (فیلم)
بازگشت به صفر (به انگلیسی: Return to Zero) فیلمی محصول آمریکا در گونه درام است که در تاریخ ۸ مارس ۲۰۱۴ اکران شد. نویسنده و کارگردان فیلم شان هَنیش است.

## خلاصه
محور داستان، زندگی زوجی موفق به نام مگی و اِرون است که در انتظار به دنیا آمدن نخستین فرزند خود هستند. درست چند هفته پیش از تولد نوزاد، بعد از اینکه درمی‌یابند فرزندشان در بدن مادر مرده و باید سقط شود زندگی آنها ویران می‌شود. مگی و اِرون سعی می‌کنند با این قضیه کنار بیایند اما تحمل شرایط سخت است. زندگی و رابطه‌شان بعد از فقدان پیش آمده به شدت تغییر کرده است. راههای بی‌شماری را برای برون رفت از این مشکل امتحان می‌کنند. با این حال وقتی مگی خبردار می‌شود همسرش با همکار خود رابطه نامشروع پیدا کرده، تصمیم می‌گیرد به زندگی زناشویی خود پایان دهد...